# Volta a la Comunitat Valenciana 2003
La Volta a la Comunitat Valenciana 2003, sessantunesima edizione della corsa, si svolse dal 25 febbraio al 1º marzo su un percorso di 650 km ripartiti in 5 tappe, con partenza a San Vicente del Raspeig e arrivo a Valencia. Fu vinta dall'italiano Dario Frigo della Fassa Bortolo davanti agli spagnoli David Bernabéu e Javier Pascual Llorente.

## Tappe
| Tappa  | Data        | Percorso                                                              | km    | Vincitore di tappa             | Leader cl. generale |
| ------ | ----------- | --------------------------------------------------------------------- | ----- | ------------------------------ | ------------------- |
| 1ª     | 25 febbraio | San Vicente del Raspeig > San Vicente del Raspeig (cron. individuale) | 9,7   | Dario Frigo                    | Dario Frigo         |
| 2ª     | 26 febbraio | Xorret de Catí > Villajoyosa                                          | 159,7 | Rafael Casero                  | Rafael Casero       |
| 3ª     | 27 febbraio | Onda > Sagunto                                                        | 157,6 | Igor Astarloa                  | Rafael Casero       |
| 4ª     | 28 febbraio | Sagunto > Alto Del Campello                                           | 158,2 | Miguel Ángel Martín Perdiguero | Dario Frigo         |
| 5ª     | 1º marzo    | Valencia > Valencia                                                   | 165   | Alessandro Petacchi            | Dario Frigo         |
| Totale | Totale      | Totale                                                                | 650   |                                |                     |

## Dettagli delle tappe

### 1ª tappa
- 25 febbraio: San Vicente del Raspeig > San Vicente del Raspeig (cron. individuale) – 9,7 km

| Pos. | Corridore   | Squadra       | Tempo  |
| ---- | ----------- | ------------- | ------ |
| 1    | Dario Frigo | Fassa Bortolo | 10'58" |
| 2    | Alex Zülle  | Phonak        | a 5"   |
| 3    | René Andrle | ONCE-Eroski   | a 6"   |

| Pos. | Corridore   | Squadra       | Tempo  |
| ---- | ----------- | ------------- | ------ |
| 1    | Dario Frigo | Fassa Bortolo | 10'58" |
| 2    | Alex Zülle  | Phonak        | a 5"   |
| 3    | René Andrle | ONCE-Eroski   | a 6"   |

### 2ª tappa
- 26 febbraio: Xorret de Catí > Villajoyosa – 159,7 km

| Pos. | Corridore                      | Squadra   | Tempo    |
| ---- | ------------------------------ | --------- | -------- |
| 1    | Rafael Casero                  | Paternina | 3h49'48" |
| 2    | Bram de Groot                  | Rabobank  | a 41"    |
| 3    | Miguel Ángel Martín Perdiguero | Domina V. | s.t.     |

| Pos. | Corridore     | Squadra       | Tempo    |
| ---- | ------------- | ------------- | -------- |
| 1    | Rafael Casero | Paternina     | 4h01'23" |
| 2    | Dario Frigo   | Fassa Bortolo | a 4"     |
| 3    | Alex Zülle    | Phonak        | a 9"     |

### 3ª tappa
- 27 febbraio: Onda > Sagunto – 157,6 km

| Pos. | Corridore     | Squadra      | Tempo    |
| ---- | ------------- | ------------ | -------- |
| 1    | Igor Astarloa | Saeco        | 3h44'55" |
| 2    | Ángel Edo     | Milaneza-MSS | s.t.     |
| 3    | Ángel Vicioso | ONCE-Eroski  | s.t.     |

| Pos. | Corridore     | Squadra       | Tempo    |
| ---- | ------------- | ------------- | -------- |
| 1    | Rafael Casero | Paternina     | 7h46'18" |
| 2    | Dario Frigo   | Fassa Bortolo | a 4"     |
| 3    | Alex Zülle    | Phonak        | a 9"     |

### 4ª tappa
- 28 febbraio: Sagunto > Alto Del Campello – 158,2 km

| Pos. | Corridore                      | Squadra       | Tempo    |
| ---- | ------------------------------ | ------------- | -------- |
| 1    | Miguel Ángel Martín Perdiguero | Domina V.     | 3h47'39" |
| 2    | Dario Frigo                    | Fassa Bortolo | s.t.     |
| 3    | David Bernabéu                 | Milaneza-MSS  | s.t.     |

| Pos. | Corridore               | Squadra       | Tempo     |
| ---- | ----------------------- | ------------- | --------- |
| 1    | Dario Frigo             | Fassa Bortolo | 11h34'01" |
| 2    | David Bernabéu          | Milaneza-MSS  | a 15"     |
| 3    | Javier Pascual Llorente | Kelme         | s.t.      |

### 5ª tappa
- 1º marzo: Valencia > Valencia – 165 km

| Pos. | Corridore           | Squadra       | Tempo    |
| ---- | ------------------- | ------------- | -------- |
| 1    | Alessandro Petacchi | Fassa Bortolo | 4h00'06" |
| 2    | Daniele Bennati     | Domina V.     | s.t.     |
| 3    | Fabrizio Guidi      | Bianchi       | s.t.     |

| Pos. | Corridore               | Squadra       | Tempo     |
| ---- | ----------------------- | ------------- | --------- |
| 1    | Dario Frigo             | Fassa Bortolo | 15h34'07" |
| 2    | David Bernabéu          | Milaneza-MSS  | a 15"     |
| 3    | Javier Pascual Llorente | Kelme         | s.t.      |

## Classifiche finali

### Classifica generale
| Pos. | Corridore               | Squadra                | Tempo     |
| ---- | ----------------------- | ---------------------- | --------- |
| 1    | Dario Frigo             | Fassa Bortolo          | 15h34'07" |
| 2    | David Bernabéu          | Milaneza-MSS           | a 15"     |
| 3    | Javier Pascual Llorente | Kelme                  | s.t.      |
| 4    | David Millar            | Cofidis                | a 24"     |
| 5    | Xavier Florencio Cabre  | ONCE-Eroski            | a 36"     |
| 6    | Alexandre Moos          | Phonak Hearing Systems | a 47"     |
| 7    | Alex Zülle              | Phonak Hearing Systems | s.t.      |
| 8    | Íñigo Cuesta            | Cofidis                | a 49"     |
| 9    | Michael Boogerd         | Rabobank               | a 51"     |
| 10   | Francisco Perez Sanchez | Milaneza-MSS           | a 52"     |